# Bunyonyi-See

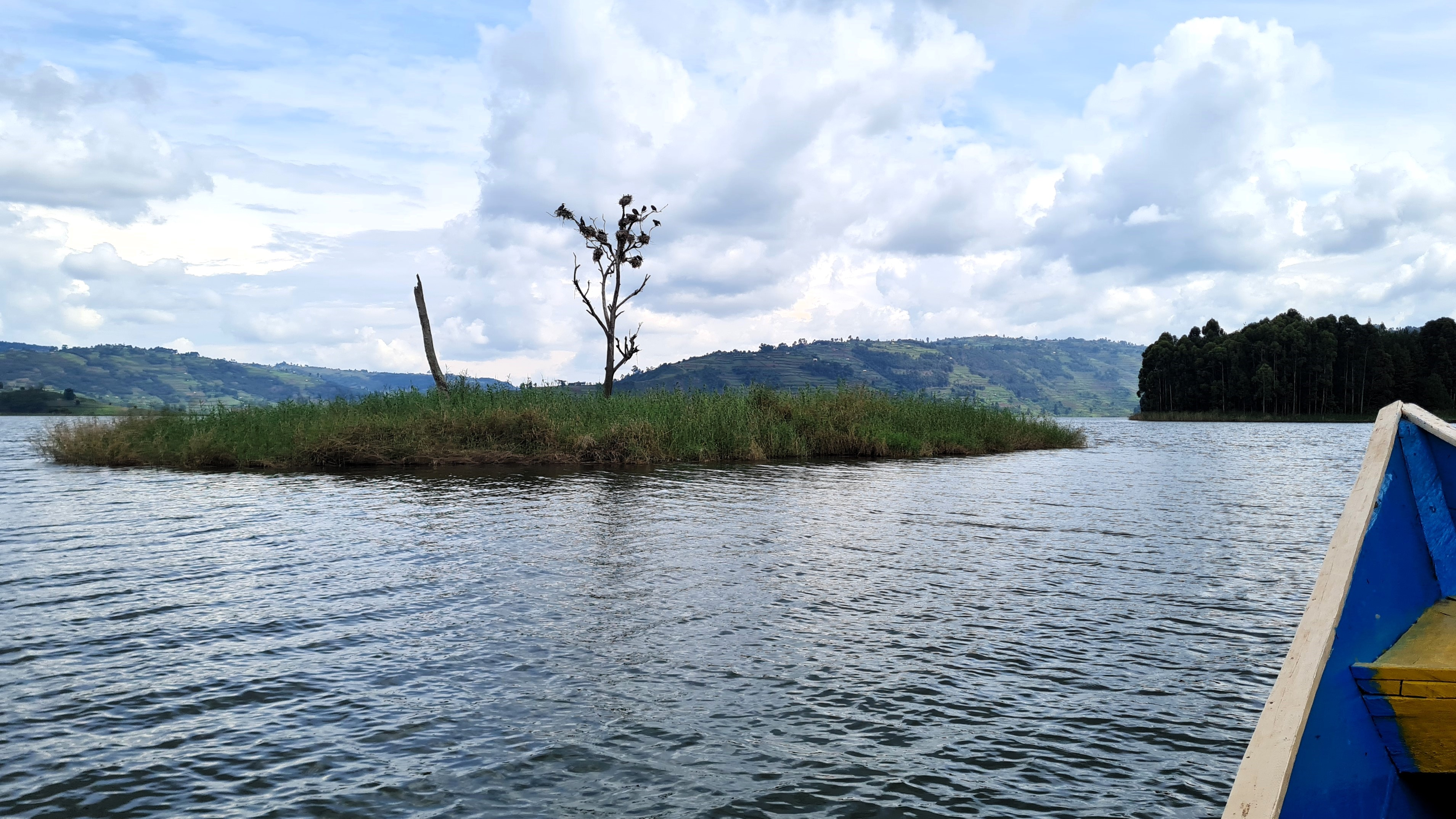
Insel Akampene

Der Bunyonyi-See liegt sieben Kilometer von der Stadt Kabale entfernt, im Distrikt Rubanda im Südwesten Ugandas. Er erschien von 2004 bis 2009 auf dem 5.000-Schilling-Schein Ugandas unter dem Titel „Lake Bunyonyi and terraces“.

## Geographie
Der See ist 25 Kilometer lang, sieben Kilometer breit und bedeckt eine Fläche von 6100 Hektar. Der See liegt 1950 Meter über dem Meeresspiegel und ist von Hügeln umgeben, welche von 2200 bis 2478 Meter reichen und stark kultiviert sind. Er besitzt 29 Inseln, die sind im mittleren Teil des Sees konzentriert. Diese Inseln zählen nur wenige Bewohner und werden hauptsächlich für touristische Zwecke und eine Grund- sowie eine höhere Schule verwendet. Die Daten über die maximale Tiefe des Sees variieren von 44 bis zu 900 Metern an manchen Stellen. Sofern dies stimmt, ist der Bunyonyisee der zweittiefste in Afrika. Die Temperatur an der Oberfläche steigt auf bis zu 25 Grad Celsius.
Das Hauptzentrum des Sees ist das Dorf Bufuka. Die Bewohner der Gegend gehören dem Bakiga- und dem Batwa-Stamm an.

## Ökologie
Anfang des 20. Jahrhunderts wurden Fische im See ausgesetzt, und in den 1930ern wurde der Fischfang kommerzialisiert. Unglücklicherweise starb fast der gesamte Fischbestand. Subsistenz-Fischfang findet jedoch noch immer statt.
Über 200 Vogelarten wurden hier registriert. Bunyonyi bedeutet „der Ort der vielen, kleinen Vögel“.

## Hauptinseln

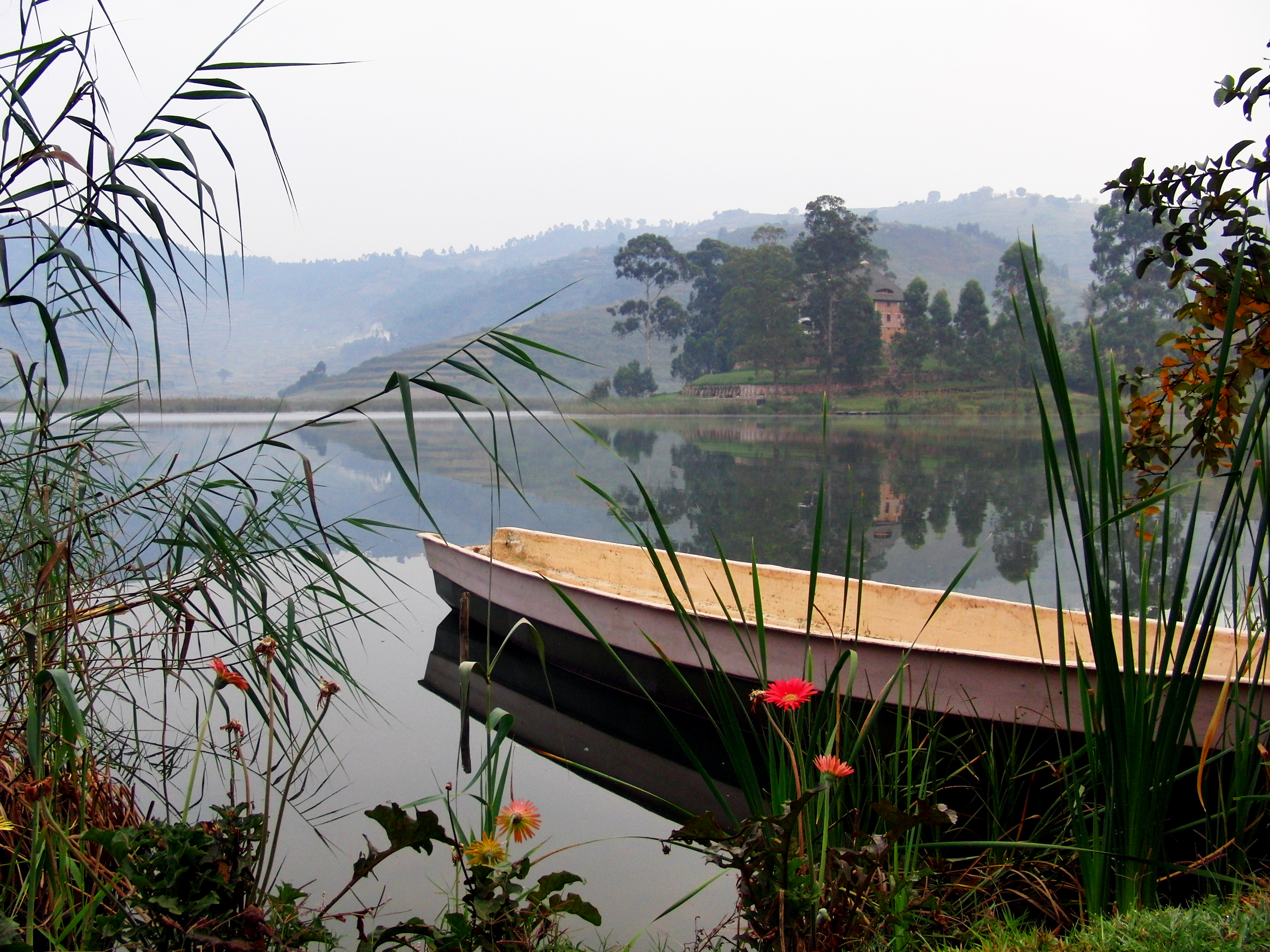
Boot am Ufer

### Akampene – Insel der Bestrafung
Die Bakiga überließen unverheiratete schwangere Mädchen auf dieser winzigen Insel mit nur einem Baum dem Hungertod (diejenigen, die versuchten zum Hauptland zu schwimmen, ertranken meist, da nur wenige Menschen schwimmen konnten). Sie taten dies, um den Rest der Frauen zu erziehen und ihnen beizubringen, nicht den gleichen Fehler zu begehen. Ein Mann, der keine Kühe besaß, um den Preis der Braut zu bezahlen, konnte das Mädchen auf der Insel abholen. Dieser Brauch wurde erst in der ersten Hälfte des 20. Jahrhunderts aufgegeben.

### Bushara-Insel
Auf dieser Insel befindet sich die Lake Bunyonyi Development Company, eine Organisation mit starker Bindung zur Church of Uganda, der Hauptkirche in dieser Gegend. Sie benutzen Tourismus, um Fonds für einige Entwicklungsprojekte in der Gegend des Sees zu generieren.
Ein besonderes Merkmal dieser Insel ist der Wald. Eine Demonstration der bemerkenswertesten Eigenschaft des Eukalyptus-Baumes: das extrem schnelle Wachstum. Die Hügel um den See waren ursprünglich stark bewaldet, aber die Überbevölkerung führte zur Rodung der Wälder um mehr Land für landwirtschaftliche Zwecke zu beschaffen. Eukalyptus wurde importiert um die Situation zu verbessern. Aber Eukalyptus-Bäume haben auch einen negativen Effekt: sie entziehen dem Boden alle Nährstoffe, und hinterlassen ihn so ausgelaugt.

### Bwama und Njuyeera (Sharps Insel)
1921 kam der schottische Missionar Leonard Sharp in diesen Teil Ugandas und gründete einige Jahre später ein Lepra-Behandlungszentrum auf der Bwama-Insel. Die Bewohner wurden weggeschickt und eine Kirche und medizinische Einrichtungen wurden errichtet, während sich Sharp auf der Njuyeera-Insel niederließ. Verdachtsfälle wurden aus ganz Ostafrika hierher geschickt, und an seinem Höhepunkt, zählte das Krankenhaus 5000 Patienten. Das Ziel war es, jene zu isolieren und dadurch die Ausbreitung der Krankheit zu stoppen. Erst als in den 1980ern ein Mittel gegen Lepra gefunden wurde, konnten die Patienten die Insel verlassen.
Die Gebäude des Krankenhauses dienen heute als Internat einer höheren Schule, die Schüler aus der gesamten Region auf die Insel zieht. Außerdem gibt es eine Grundschule, allerdings kein Dorf auf der Insel.

### Bucuranuka – Upside-Down-Insel
Der Legende nach brachte diese Insel vielen Menschen den Tod. Ungefähr 20 Männer brauten hier einst Pombe, ein Hirsebier. Eine alte Frau ging an ihnen vorbei und bat um etwas Bier. Fälschlicherweise dachten sie, die Frau wäre eine Bettlerin, die sie kannten, verweigerten ihr das Bier und schickten sie fort. Die alte Frau war erstaunt und bat darum, zumindest zum Festland gebracht zu werden. Die Männer antworteten: „Gerne, denn wir haben dich satt“. Sie wählten einen Jungen aus, um die alte Frau über den See zu bringen. Als die beiden das Festland erreichten und der Junge gerade zurückfahren wollte, stellte sich die Insel auf den Kopf. Alle starben, nur einige Hühner flogen davon und überlebten.